# Liste des projets BOINC
 (mars 2016).
 (juin 2024).
La liste des projets BOINC est un inventaire des principales caractéristiques de tous les projets informatiques, présents et passés, utilisant le logiciel BOINC. Cette liste évolue au fil du temps, les projets ayant des durées de vie inégales. Permanents, intermittents ou éphémères, ils dépendent de multiples facteurs, financiers, humains et sociétaux.
Les projets BOINC sont des programmes informatiques exploitant le calcul massif et parallèle d'une multitude d'ordinateurs clients appartenant à des particuliers (principe du calcul distribué). L'écosystème de ces projets est riche et varié. Ce type de projet devient prépondérant lorsque la puissance de calcul requise s’accroît et lorsque le coût des infrastructures informatiques nécessaires dépasse les budgets permis par les finances du lanceur de projet.
La simultanéité et le parallélisme des unités de travail autorisent la résolution de problèmes complexes, en des temps abordables, à l'échelle humaine. Ils sont notamment employés dans les recherches d'avant-garde tant dans les disciplines fondamentales que dans les sciences appliquées.
Ce sont les internautes du monde entier qui, en s'inscrivant à un ou plusieurs projets, leur fournissent les ressources informatiques manquantes. C'est leur participation régulière qui en assure la bonne marche.

## État des lieux
Le parc informatique régi par le logiciel BOINC développe une vitesse moyenne de calcul de 33,82 pétaFLOPS en novembre 2019, grâce au regroupement de plus de 477 414 ordinateurs considérés comme « actifs ». Le terme « actif » signifie que l'ordinateur client a, au cours du mois écoulé, retourné au moins un résultat valide au serveur d'un des projets gérés par BOINC.
Pour comparaison, le supercalculateur le plus rapide du monde au 26 décembre 2020, nommé Fugaku, atteint la vitesse de 418 pétaFLOPS. En assimilant BOINC à un supercalculateur, la vitesse cumulée de ses projets le hisse au 8e rang dans le classement du TOP500 des superordinateurs en date de novembre 2020[réf. nécessaire].

### Rangs d'activité des projets
| Projets              | Répartition Vitesse de calcul (%) | Répartition utilisateurs actifs (%) | Répartition ordinateurs actifs (%) | Répartition équipes actives (%) | Répartition crédits journaliers accordés (%) |
| -------------------- | --------------------------------- | ----------------------------------- | ---------------------------------- | ------------------------------- | -------------------------------------------- |
| Collatz conjecture   | 66,64                             | 1,12                                | 0,90                               | 1,27                            | 65,58                                        |
| Einstein@home        | 1,57                              | 5,00                                | 2,05                               | 6,24                            | 13,63                                        |
| MilkyWay@home        | 4,33                              | 5,73                                | 3,43                               | 3,70                            | 4,25                                         |
| SETI@home            | 3,55                              | 38,49                               | 23,95                              | 32,02                           | 4,14                                         |
| GPUGRID              | 2,47                              | 1,35                                | 0,76                               | 1,19                            | 1,77                                         |
| AmicableNumbers      | 2,43                              | 0,78                                | 1,71                               | 0,72                            | 1,97                                         |
| Moo! Wrapper         | 1,67                              | 0,77                                | 0,53                               | 0,86                            | 1,54                                         |
| World Community Grid | 1,61                              | 18,11                               | 29,13                              | 24,76                           | 1,63                                         |
| Universe@home        | 1,11                              | 2,35                                | 1,77                               | 1,29                            | 1,28                                         |
| Asteroids@home       | 1,04                              | 5,32                                | 4,63                               | 2,58                            | 1,20                                         |
| Total Projets        | Vitesse de calcul (PétaFlops)     | Nombre Utilisateurs actifs          | Nombre ordinateurs actifs          | Nombre équipes actives          | Crédits journaliers accordés                 |
| ...                  | 29,82                             | 235 320                             | 627 689                            | 24 794                          | 5,7 × 109                                    |

Données calculées à partir des sites des différents projets et des sites de statistiques associés : BOINC Stats et Boinc combined statistics.

### Précisions
Les crédits BOINC sont accordés lors de la validation des unités de travail, envoyées par le serveur d'un projet, et effectuées sur les ordinateurs clients. Ils quantifient la contribution apportée par chacun en se basant sur des tests de puissance (Whetstone ou Dhrystone), ceci afin de rendre équitable la gratification des participants. Cet étalonnage permet de déceler une tentative de fraude dans la restitution des résultats au serveur. Les crédits ne sont pas monnayables, ni échangeables entre participants, ils permettent néanmoins de créer une émulation chez les contributeurs qui choisissent d'aborder ces projets sous le biais d'une compétition « honorifique », en tant que particuliers ou regroupés sous la bannière d'une équipe.
Depuis l'entrée en vigueur du règlement général sur la protection des données (RGPD), il devient de plus en plus difficile d'obtenir des données exploitables, cohérentes, de la part des différents sites de statistiques. Les projets BOINC suppriment — conformément à la loi — l'exportation des données personnelles des participants lorsque ceux-ci ont opté pour la non-divulgation. De ce fait, les données exportées ne représentent plus qu'une fraction de l'activité du projet, ce qui entraîne des biais d'analyse sur l'activité réelle de ces sites. Une solution à cet écueil serait l'anonymisation des données individuelles par les projets (procédé qui a déjà été expérimenté dans la mise en place des Données ouvertes). Le non profilage des participants serait assuré et l'étude de l'activité des sites serait facilitée[réf. nécessaire].

### Importance et proportion des moyens alloués
Nombre d'utilisateurs et d'ordinateurs actifs
- utilisateurs actifs
- ordinateurs actifs

Données retravaillées à partir des sites des différents projets et du site de statistiques BOINC Stats. La mention « actif » est réservée aux utilisateurs ou ordinateurs ayant obtenu des crédits au cours des 30 derniers jours.
Une baisse sensible de volontaires est constatée entre 2016 et 2019, mais qu'il convient de relativiser. D'une part, le règlement général sur la protection des données (RGPD) peut expliquer depuis sa mise en place une diminution des restitutions dans les sites de statistiques. D'autre part, la diminution du nombre de projets en cours peut provoquer un biais de calcul car un même ordinateur peut être actif pour plusieurs projets et donc être repris plusieurs fois dans la totalisation finale des ordinateurs actifs. Si le nombre de projets en cours diminue, la totalisation des ordinateurs actifs peut éventuellement diminuer sans que le nombre d'ordinateurs réellement actifs n'ait varié.

### Diversité des configurations client
|  | Répartition par marque de microprocesseurs       |  | Répartition par système d'exploitation              |  |
|  | - Intel : 85,98 % - AMD: 9,98 % - Autres: 4,01 % |  | - Windows: 61,8 % - Linux: 31,13 % - Autres: 7,07 % |  |

Les données sont issues du site de statistiques BOINC Stats
La grande variété de configurations matérielles et logicielles des clients employés révèle la grande adaptabilité et portabilité du logiciel BOINC dans le parc informatique actuel.

### Constat
En décembre 2019, 47 projets actifs tournent avec le logiciel BOINC alors que 114 projets précédents sont terminés ou interrompus.

## Projets en cours

### Liste complète
Les projets en cours sont classés par ordre alphabétique à l'intérieur de leur catégorie d'application respective.
| - applications multiples                           | 08 projets |
| - sciences physiques                               | 10 projets |
| - biologie et médecine                             | 07 projets |
| - mathématiques et informatique                    | 17 projets |
| - réseau de capteurs                               | 02 projets |
| - sciences cognitives et intelligence artificielle | 01 projet  |
| - sciences de la Terre                             | 01 projet  |
| - finance                                          | 00 projet  |
| - divers                                           | 01 projet  |

#### Applications multiples
Les projets de cette catégorie sont susceptibles d'inclure un ou plusieurs sous-projets appartenant à une ou plusieurs catégories répertoriées, au gré des besoins exprimés dans le temps par les chercheurs.

#### Sciences Physiques
| Nom du projet  | Description du projet | Partenaire Localisation | Adresses sources |
| -------------- | --- | --- | ---------------- |
| Asteroïds@home | Détermination numérique des propriétés physiques des astéroïdes (dimensions, formes, période et axe de rotation), en inversant les courbes lumineuses élaborées à partir de données photométriques collectées par les différents observatoires mondiaux (l'Observatoire Lowell, le satellite Gaia...). | Université Charles de Prague, Prague, République tchèque | Site             |
| Albert@Home    | Fournir un environnement de test aux applications du projet Einstein@home (Détection d'ondes gravitationnelles provenant de pulsars à partir des données recueillies par le LIGO). | Université du Wisconsin, Milwaukee, Wisconsin, États-Unis | Site             |
| Cosmology@Home | Étude du fond diffus cosmologique.Cosmologie observationnelle. Comparaison et évaluation de modèles théoriques avec les observations astronomiques et les dernières données issues de la physique des particules. Recherche de données, issues des observations du satellite Planck, non vérifiées par le modèle ΛCDM qui est à ce jour le plus simple et le plus précis pour décrire notre Univers. ΛCDM : abréviation de « Lambda Cold Dark Matter », Λ représentant la constante cosmologique de l'équation d'Einstein et CDM , la matière noire et froide. | Université de l'Illinois, Champaign-Urbana, Illinois, États-Unis | Site             |
| Einstein@Home  | Détection de pulsars à l'intérieur de systèmes binaires de période de rotation supérieure à 11 minutes au moyen d'interféromètres laser du LIGO (Max Planck Center, nombreuses universités, Caltech). Détermination de l'existence des ondes gravitationnelles prédites par Albert Einstein. | La société américaine de physique (APS), la National Science Foundation (NSF), la société Max Planck (MPG), l'Université du Wisconsin à Milwaukee et le Albert Einstein Institute, États-Unis | Site             |
| gaia@home      | Calcul de l'orbite de comètes de période longue par la résolution du problème à N corps et calcul des paramètres de proximité et de l'influence des étoiles passant proche du Soleil dans le futur. | L'Institut de l'Observatoire Astronomique de la faculté de physique et d'astronomie de l'université Adam-Mickiewicz de Poznań, Pologne.                                                       | Site             |
| LHC@Home       | Regroupe plusieurs projets : - Atlas@home : Évaluer des modèles alternatifs d'Univers en comparant expérience et théorie. - Beauty : Comprendre les mécanismes amenant la matière à prendre le dessus sur l'antimatière depuis le Big Bang en étudiant des particules et antiparticules quarks « beauty » au cours de leurs désintégrations en particules plus stables. - CMS@home : Les collisions de particules à haute énergie (13 Téraélectronvolt) vont permettre d'explorer de nouvelles frontières expérimentales. - SixTrack : Aider le CERN à construire et à entretenir le plus grand accélérateur de particules du monde en simulant la circulation de flots de protons de particules à très haute vitesse au sein du LHC et en testant la stabilité de leurs trajectoires à l'intérieur de l'anneau de vitesse. - Test4Theory : Simuler des collisions de particules de haute énergie en utilisant les lois du modèle standard de la physique des particules. L'emploi de la méthode de Monté-Carlo permet d'ajuster certains paramètres aléatoirement afin de se rapprocher le plus possible des expériences réalisées. | CERN, Meyrin, Suisse, Union européenne | Site             |
| LHCathome-dev  | Fournir un environnement de test aux applications du projet LHC@home. | CERN, Meyrin, Suisse, Union européenne | Site             |
| Milkyway@home  | Exploiter les données recueillies par le télescope optique Sloan Digital Sky Survey (SDSS) afin d'étudier notre galaxie et son halo grumeleux. Cartographier sa structure, observer son évolution. Déterminer la répartition de matière noire. Évaluer l'influence de l'énergie sombre. Simuler en trois dimensions la Voie lactée à l'aide d'algorithmes évolutionnaires. Déduire un modèle d'univers cohérent en simulant des collisions numériques de galaxies et en comparant les résultats avec la réalité observée. | la National Science Foundation (NSF). le département de sciences physiques informatiques appliquées à la physique et à l'astronomie du Rensselaer Polytechnic Institute                       | Site             |
| SETI@home      | Ce projet recherche des signaux artificiels électromagnétiques extraterrestres au moyen du plus grand radiotélescope du monde, celui d'Arecibo. Les signaux recherchés doivent être puissants, à faible largeur de bande, pulsatifs et dérivants ou s'appariant au motif du faisceau d'antenne. Leur traitement nécessite l'emploi des transformés de Fourier sur diverses phases, fréquences et durées. Chaque ordinateur traite une partie de la bande passante (2.5Mhz) à la recherche de signaux gaussiens (continus). | Université de Californie à Berkeley + de nombreuses institutions et entreprises. États-Unis                                                                                                   | Site             |
| SETI@Home Beta | Projet fournissant un environnement de test pour les applications s'exécutant ensuite sur SETI@Home. | Université de Californie à Berkeley, Berkeley, États-Unis | Site             |
| Universe@Home  | Sous la houlette du professeur polonais Krzysztof Belczyński qui a développé le code du logiciel StarTrack (simulant les interactions de populations stellaires hétéroclites), étude d'un large éventail de phénomènes astronomiques : de la naissance des étoiles jusqu'à leur disparition (effondrement, supernova, etc.). Étude de leur population et répartition dans l'univers. Trois aspects particuliers sont examinés : * les sources X Ultralumineuses dont la nature n'est pas totalement expliquée (trou noir, étoile à neutron). Comparaison des simulations avec les observations astronomiques. * les ondes gravitationnelles qui ont été prédites par Albert EINSTEIN et imaginées par Krzysztof Belczyński en 2010 comme étant la conséquence d'un système binaire comprenant deux trous noirs en train de fusionner. Apprentissage de détection de signaux réels à partir des simulations. * les supernovas de type Ia qui constituent de véritables chandelles cosmiques permettant de mesurer l'expansion de l'univers. Comprendre leur genèse et leur influence dans l'évolution de l'univers. Une nouvelle étude a été lancée sur l'évolution dans le temps, du spin ou moment cinétique des trous noirs évoluant dans des systèmes binaires. Différents modèles théoriques sont comparés afin de vérifier leur validité. | Université de Varsovie, Varsovie, Pologne | Site             |

#### Biologie et médecine
| Nom du projet     | Description du projet | Partenaire Localisation                                                       | Adresses sources |
| ----------------- | --- | ----------------------------------------------------------------------------- | ---------------- |
| DENIS@Home        | Création d'une base de données reprenant les résultats, déjà publiés, d'explorations électrophysiologiques réalisées sous différentes conditions. Modèles étudiés : Ventricule humain, Endocarde et Épicarde. protocole : 3 000 cycles de stimulation du modèle avec des longueurs variables de cycles, enregistrement des valeurs des marqueurs au dernier cycle, durée d'action potentielle avec différent pourcentage de repolarisation, concentration ionique maximale et minimale durant la systole et la diastole au cours du derniers cycle. Calculer et prédire les effets de médicaments sur le cœur et ses cellules par l'exploitation de données issues d'enregistrements d'électrocardiogramme dans diverses pathologies étudiées (fibrillation ventriculaire, arythmie ventriculaire, ischémie, hyperkaliémie). Déterminer les biomarqueurs physiologiques (calcium, sodium, potassium, etc.) propres à chaque pathologie, et étudier d'autres modèles en prenant en compte la diversité des cellules cardiaques pour des individus différents. | Université San Jorge, Saragosse, Espagne                                      | Site             |
| GPUGrid.net       | Utiliser la puissance des cartes graphiques (Nvidia CUDA ainsi que les ATI OpenCL) pour calculer les repliements des protéines et leur comportement sur des maladies comme - le cancer (révéler les mécanismes de résistance aux médicaments et indiquer les aberrations cellulaires) ; - le sida (modélisation du VIH et étude de la phase d'activation d'une de ses protéines clé : la protéase) ; - ou les maladies neurodégénératives (étude des caractéristiques qui ont échappé aux techniques expérimentales traditionnelles). La chimie numérique et la dynamique moléculaire sont omniprésentes dans ces calculs distribués. | Université Pompeu Fabra Barcelone Espagne                                     | Site             |
| QuChemPedIA @home | Deux objectifs sont visés : - constituer une grande plateforme ouverte de collaboration qui permettra de résoudre et de stocker les résultats de chimie moléculaire quantique . Ceci permettra une reproduction plus aisée des expériences et un contrôle de qualité accru ; - pouvoir utiliser une intelligence artificielle sur ces résultats afin de pouvoir accroitre la rapidité et la pertinence des solutions dans les espaces moléculaires, hautement combinatoires, avec plusieurs millions de molécules. Les modèles de générateurs de molécules vont offrir un moyen de prédire leurs caractéristiques , d'évaluer leur coût de synthèse, et de naviguer dans un immense espace moléculaire. Des perspectives s'ouvrent dans le criblage de nouvelles molécules aux multiples applications potentielles (énergie, médecine, matériau, etc.). Le code d'invitation nécessaire pour participer est : 3VwMu3-eTCg32 | université d'Angers, Angers, France                                           | Site             |
| RALPH@Home        | Projet testant en avant-première les applications tournant sous Rosetta@home dans le but d'éviter les bugs de fonctionnement (surcharges ou paralysies) entrainant le blocage des calculs numériques. Chaque mise à jour, nouvelle unité de travail ou nouvelle version est simulée avant sa mise en production effective sur Rosetta@home. | Université de Washington Washington États-Unis                                | Site             |
| RNA World         | Les molécules d'ARN sont au cœur des réactions intra et extra-cellulaires. Elles servent de transition entre l'information codée dans l'ADN et les fonctions exprimées par les protéines. Chaque protéine dans une cellule est produite à partir de molécules transitoires synthétisées, appelées ARN messager (ARNm). Cet ARNm est traduit par une machinerie cellulaire (le ribosome) dans sa protéine correspondante. Celui-ci est constitué d'un assemblage de plusieurs molécules ARN à activités catalytiques. Les acides aminés constitutifs de la protéine sont véhiculés grâce à l'ARN transfert (ARNt). Les dernières recherches indiquent que ce sont les micro-ARN (miARN) qui différencient les cellules dans leur destination finale et qu'une altération de ceux-ci est la cause de maladies comme le cancer. Ce projet a pour but de comprendre tous ces mécanismes. Le logiciel Infernal répertorie tous les membres de toutes les grandes familles d'ARN de tous les organismes connus. Les résultats sont mis à disposition du public et la base de données bio-informatique Rfam est ensuite complétée. | Association sans but lucratif Rechen kraft.net e.V Marbourg, Hesse, Allemagne | Site             |
| Rosetta@home      | Ce projet de biologie tente de prédire les structures tridimensionnelles macromoléculaires des protéines et leurs interactions. À partir du séquençage de la protéine, l'application informatique détermine quelle est la configuration spatiale ayant la plus basse énergie. Ce minima correspond à la disposition naturelle, la plus stable, que prend la protéine dans la réalité. C'est sa structure globulaire, intriquée qui oriente sa fonction, son rôle. Avec le temps, les résultats de simulation, obtenus dans le laboratoire de David Baker, deviennent de plus en plus précis et permettent l'étude de protéines de plus en plus complexes. Cette approche permet de concevoir de nouvelles protéines de synthèse dont l'action reste à évaluer. Ces méthodes numériques nécessitant une grille informatique sont bien moins onéreuses que la cristallographie à rayon X ou la résonance magnétique nucléaire. À terme, ce projet permettra de comprendre les causes des pathologies humaines, maladies génétiques ou non, afin de mieux les soigner. En 2020, le projet collabore avec le projet non-BOINC Folding@home pour étudier le SARS-CoV-2[réf. nécessaire]. Une approche ludique pour résoudre ces problèmes de repliement de protéine est aussi possible avec le jeu vidéo Foldit. | Université de Washington Washington États-Unis                                | Site             |
| TN-Grid           | Recherche du réseau de gènes corrélés, impliqués dans deux types de maladies : - les maladies neuro-dégénératives du motoneurone telle que la sclérose latérale amyotrophique, la paralysie progressive de la moelle allongée, le syndrome pseudobulbaire, l'atrophie musculaire progressive, la sclérose latérale primitive, l'amyotrophie spinale ; - les cancers apparaissant à la suite d'anomalies dans l'hématopoïèse, ou de tumeurs de la moelle osseuse ou du système lymphatique. Il collabore avec le projet genome@home. Les données sont issues du projet FANTOM. Leurs précédentes recherches avaient été effectuées sur des organismes moins évolués tels que les bactéries Escherichia coli et Pseudomonas aeruginosa, ainsi que les plantes Arabidopsis thaliana et Vitis vinifera (résultat). Le code invitation est : science@tn | Conseil national de la recherche, Université de Trente, Trente, Italie        | Site             |

#### Réseau de capteurs
| Nom du projet         | Description du projet | Partenaire Localisation | Adresses sources |
| --------------------- | --- | --- | ---------------- |
| Quake Catcher Network | Ce projet de recherche poursuit plusieurs buts complémentaires : - la constitution d'un réseau sismique planétaire à bas coût (via les accéléromètres internes protégeant certains disques durs d'ordinateurs portables, les téléphones mobiles ou les sismomètres reliés par câble USB à un ordinateur de bureau). - la détection rapide des tremblements de terre (temps presque réel) à travers les secousses produites et le recueil de données denses et précises sur la forme de l'onde sismique résultante ainsi que sa magnitude et sa géolocalisation. - la sensibilisation d'un public d'adultes et d'enfants aux risques inhérents et un partenariat avec certaines écoles pour créer un programme pédagogique adéquat sur - les mécanismes sous-jacents (tectonique des plaques, tsunami, faille, épicentre, mesures, etc.), - la politique de prévention (construction parasismique, manœuvres d'évacuation à définir, notion de secourisme, conduite à tenir) Le projet permet le téléchargement de deux logiciels informatiques QCN et QCN Live. QCN permet de renseigner le réseau, en l'enrichissant des données collectées par les adhérents internautes, et donne une représentation visuelle des phénomènes observés à l'échelle planétaire. QCN Live offre les mêmes fonctionnalités mais recueille et retrace, isolément, les évènements mesurés, dans le périmètre local du capteur personnel étudié. Cela permet de simuler dans une classe d'élève, un tremblement de terre sans interférer avec le reste du réseau. D'autres instituts sismologiques à travers le monde hébergent des serveurs QCN afin de faciliter le déploiement de capteurs à l'échelle régionale: - Le Centre sismologique euro-méditerranéen ou CSEM: Site. - Academia Sinica à Taipei, Taiwan: Site. | Partenariat entre l'université de Stanford et l'université de Californie basée à Riverside. Migration des serveurs à l'institut technologique de Californie (CALTECH) | Site .           |
| Radioactive @Home     | Ce projet expérimental a été conçu pour répondre aux préoccupations écologiques et sanitaires des populations, à la suite de l'accident nucléaire de Fukushima. C'est un projet, indépendant, à but non lucratif, établissant une radioprotection basique, axée sur la constitution d'un réseau d'alerte de dosimètres personnels. Il est géré par une équipe polonaise de bénévoles : « BOINC@Poland ». Ces capteurs de radioactivité, à faible coût, sont vendus en kit ou à construire entièrement par soi-même. De bonnes connaissances en électronique et soudage sont nécessaires : - pour réaliser l'assemblage des pièces constitutives (circuit imprimé, programmateur, tube Geiger, boitier, transformateur, etc.) - pour se procurer les pièces non livrées (condensateur, résistance, connecteur, affichage LCD, câble USB, etc.). Ces capteurs sont en fait des compteurs Geiger adaptés. Ils permettent la mesure du rayonnement ionisant ambiant, de type gamma. Les résultats graphiques des relevés périodiques de mesures sont observables, sur un planisphère évolutive qui répertorie l'emplacement des réacteurs nucléaires en activité ainsi que celui des capteurs personnels d'enregistrement. Des améliorations matérielles et logicielles interviennent, régulièrement, pour optimiser la réalisation et le coût de ce capteur expérimental, en fonction des discussions échangées sur leur forum. | Privé Pologne | Site             |

#### Finance
| Nom du projet | Description du projet | Partenaire Localisation | Adresses sources |
| ------------- | --------------------- | ----------------------- | ---------------- |
| ...           | ...                   | ...                     | ...              |

#### Divers
| Nom du projet | Description du projet | Partenaire Localisation | Adresses sources |
| ------------- | --- | ----------------------- | ---------------- |
| BURP          | C'est l'acronyme de Big and Ugly Rendering Project. Ce projet de calcul distribué propose de partager le calcul de rendu d'objets ou d'animations 3D, réalisés avec le logiciel de 3D, libre et gratuit, Blender. Il est en phase d'alpha-test public. Le calcul du rendu d'une image 3D s'effectue, à l'aide du moteur de rendu 3D (nommé Cycles) et dépend de divers paramètres quantitatifs et qualitatifs : le nombre de facettes ou polygones qui composent les éléments présents dans la scène 3D, la nature des matériaux, leur texture appliquée, leur(s) couleur(s), leur indice de réfraction, la radiosité, le positionnement et les caractéristiques des sources de lumière (soleil, spot, écran réflecteur, etc.). Chaque rayon lumineux de la scène est simulé, suivant une profondeur de calcul déterminée par l'infographiste 3D (choix possible entre illumination globale ou locale). Le nombre choisi de fois qu'un même rayon lumineux traverse un matériau, se réfléchit, ou se réfracte, va déterminer un rendu visuel, qui se rapprochera de l'intention finale de l'infographiste : rendu photoréaliste ou atmosphère artistique soignée. Ce calcul numérique de rendu d'images et (ou) d'animations, chronophage et mobilisateur en ressources informatiques est donc distribué aux internautes volontaires. Cela aide avantageusement l'infographiste, qui ne dispose pas nécessairement d'une configuration matérielle puissante. | ?                       | Site             |

Précision
Le descriptif des projets a été réalisé en prenant en compte les informations contenues à l'intérieur de chaque site, consacré à un projet. Ces sources souvent exprimées, en anglais, et présentes dans la majorité des cas, dans les pages d'accueil ou dans les pages internes d'approfondissement (« science » , « home page » ou « project home ») ont été traduites et résumées pour retracer les grandes lignes directrices et objectifs de chaque projet.

### Les critères de sélection
Le contributeur à un projet détermine son adhésion en fonction de plusieurs paramètres :
- l'intérêt du projet (domaine de recherche concerné, mission publique ou privée, à but lucratif ou désintéressé)
- la capacité de traitement de son périphérique (vitesse de calcul, système d'exploitation, accessibilité au réseau)
- le cadencement et la durée des unités de travail proposées en adéquation avec le temps d'utilisation journalier de son périphérique
- la publication des résultats trouvés comme preuve de l'avancement du projet et comme justification de l'investissement de chacun

#### Réglages ultimes pour une configuration matérielle limitée
Afin de fluidifier le comportement et la réactivité du périphérique en fonctionnement, trois options peuvent être suivies :
1. installer BOINC en tant que service (stabilité accrue mais performance moindre car non utilisation de la carte graphique) ;
2. paramétrer dans l'interface web du projet choisi, le partage des ressources logicielles (en pourcents) entre les divers projets éventuels et dans l'interface graphique du client BOINC, le pourcentage maximal de temps de calcul du processeur à ne pas dépasser ;
3. limiter le nombre d'unités de travail simultanées pour un même projet en plaçant dans le dossier du projet, un fichier de type ASCII, nommé app_config.xml (et surtout pas un fichier texte se terminant en *.txt), crée avec l'éditeur de texte, Notepad par exemple, dans le cas de Windows et qui contient le code suivant :

<app_config>
<project_max_concurrent>N</project_max_concurrent>
</app_config>
où N doit être remplacé par le nombre de cœurs logiques maximal à utiliser simultanément (Commencer par 1 et augmenter jusqu'à la limite de réactivité jugée acceptable). Attention, la prise en compte de ce fichier ne s'effectue qu'au démarrage du client BOINC ou parfois à la conclusion de l'unité de travail en cours.
D'autres possibilités d'ajustement du client BOINC, en fonction de vos besoins propres, sont accessibles dans le wiki consacré à la configuration du client de BOINC.

#### Réglages utiles pour une gestion simultanée de plusieurs projets
Outre les ajustements spécifiques à fixer sur chaque projet BOINC calculé, dans leur répertoire spécifique, il est possible de définir le comportement global du client BOINC, en modifiant la valeur de certains paramètres dans le fichier cc_config.xml, placé dans le répertoire de données BOINC (voir emplacement ci-dessus, suivant le système d'exploitation utilisé).
- Le nombre total P maximal de processeurs logiques que le client BOINC doit utiliser, globalement, peut-être modifié. Il suffit de changer le paramètre <ncpus>

Par défaut, P = -1 (tous les processeurs logiques sont utilisés). La valeur choisie doit être inférieure ou égale au nombre de processeurs logiques, présents sur la machine concernée.
- L'ordonnanceur BOINC du serveur peine parfois à répartir les unités de travail des différents projets au vu des arbitrages locaux réalisés par chaque contributeur sur le partage des ressources (temps de calcul machine réparti et nombre de processeurs alloués) pour chaque projets. Il se base sur la quantité de travail validée pour chaque projet, pour déterminer la priorité d'attribution des unités de travail, sans tenir compte des contraintes locales spécifiés par le contributeur. Afin de contourner cette restriction, c'est-à-dire que tous les projets reçoivent des unités de travail, le paramètre <fetch_on_update> peut-être changé.

Par défaut, il est à 0.Seuls les projets à haute priorité reçoivent des unités de travail. En le modifiant à 1, lors de la mise à jour du projet dans l'interface graphique du client, manuelle ou automatique, tous les projets récupèrent au moins une unité de travail à exécuter.

### Informations complémentaires
La plupart des projets ont un site internet qui précise leurs détails, leur avancement, et leurs orientations à venir, mais sont souvent en anglais.
Heureusement, le site de l'Alliance Francophone regroupe des contributeurs parlant le français, et s'attache à rendre accessible toutes ces petites particularités et articles épisodiques qui relatent les questionnements autour de tous ces projets.

## Projets terminés ou inactifs

### Liste complète
Les projets terminés sont classés par quantité décroissante de calculs numériques, développés par la communauté BOINC, au cours de leur durée d'accomplissement.
| Projets                             | Date de fin d'activité | Total utilisateurs | Total ordinateurs | Total équipes | Total crédits      | Article en français |
| ----------------------------------- | ---------------------- | ------------------ | ----------------- | ------------- | ------------------ | ------------------- |
| Bitcoin Utopia                      | 14 juin 2017           | 2 711              | 7 212             | 344           | 29 787 234 880 010 |                     |
| Distributed Rainbow Table Generator | 21 juillet 2015        | 17 995             | 41 934            | 922           | 299 643 152 856    | [ 70 ]              |
| POEM@HOME                           | 11 avril 2017          | 58 098             | 1 400 502         | 1838          | 145 537 779 071    |                     |
| DNETC@Home                          | 24 octobre 2011        | 5 159              | 19 398            | 571           | 63 844 297 766     |                     |
| AndrOINC                            | 4 avril 2011           | 4 594              | 13 735            | 519           | 52 254 800 694     |                     |
| theSkyNet POGS                      | 21 mai 2018            | 65 750             | 362 665           | 913           | 19 995 538 094     |                     |
| AQUA@home                           | 8 septembre 2011       | 37 556             | 66 618            | 1 165         | 18 991 966 420     | [ 73 ]              |
| SIMAP                               | 2 janvier 2015         | 82 856             | 1 107 344         | 2 508         | 5 875 967 143      | [ 74 ]              |
| malariacontrol.net                  | 4 novembre 2016        | 205 917            | 782 807           | 2479          | 5 726 487 698      |                     |
| Docking@Home                        | 9 avril 2014           | 36 034             | 186 541           | 1 160         | 5 429 614 319      | [ 76 ]              |
| QMC@Home                            | 6 décembre 2012        | 49 838             | 130 406           | 2 188         | 5 159 013 401      | [ 78 ]              |
| ABC@home                            | 1er juin 2014          | 79 634             | 146 940           | 1 852         | 4 452 011 741      |                     |
| HAL@Home                            | 7 avril 2013           | 18 006             | 63 454            | 798           | 3 680 101 687      |                     |
| Spinhenge@home                      | 13 mars 2013           | 58 706             | 152 959           | 2 139         | 2 415 857 943      | [ 80 ]              |
| Leiden Classical                    | 4 juin 2018            | 25 221             | 86 791            | 1 415         | 1 615 370 351      |                     |
| BBC Climate Change Experiment       | 26 juillet 2009        | 120 478            | 136 613           | 1 199         | 1 431 088 567      |                     |
| Find@home,                          | 26 décembre 2016       | 53 620             | 78 016            | 627           | 1 341 380 662      |                     |
| SZTAKI Desktop Grid                 | 20 juin 2018           | 40 731             | 117 201           | 1 704         | 1 015 167 814      |                     |
| Distributed Data Mining             | 21 mai 2018            | 2 955              | 16 082            | 415           | 939 709 000        |                     |
| Constellation                       | 26 juillet 2015        | 15 157             | 80 685            | 695           | 880 024 679        | [ 85 ]              |
| eOn                                 | 8 mai 2014             | 12 547             | 2 926 773         | 686           | 760 401 055        | [ 86 ]              |
| sudoku@vtaiwan                      | 27 septembre 2013      | 4 380              | 13 546            | 275           | 732 428 097        | [ 88 ]              |
| ATLAS@Home                          | 17 avril 2018          | 13 122             | 18 700            | 514           | 729 051 581        |                     |
| Predictor@Home                      | 15 juillet 2008        | 58 801             | 146 392           | 3 357         | 486 284 859        | [ 90 ]              |
| EDGeS@Home                          | 27 novembre 2015       | 11 486             | 32 308            | 684           | 460 475 703        | [ 92 ]              |
| Lattice Project                     | 4 mai 2017             | 22 238             | 49 610            | 1 250         | 453 193 286        |                     |
| Rectilinear Crossing Number.        | 11 janvier 2011        | 18 230             | 48 323            | 1 055         | 443 461 808        | [ 93 ]              |
| RieselSieve,                        | 28 juin 2008           | 8 520              | 31 043            | 701           | 442 198 207        | [ 96 ]              |
| TANPAKU                             | 15 août 2008           | 16 744             | 42 752            | 1 017         | 366 229 101        | [ 98 ]              |
| Mersenne@home                       | 12 juillet 2012        | 2 159              | 7 039             | 299           | 359 352 401        | [ 99 ]              |
| SHA-1 Collision Search Graz         | 9 octobre 2009         | 16 403             | 34 387            | 787           | 301 144 737        | [ 100 ]             |
| OProject                            | 3 septembre 2014       | 3 978              | 17 621            | 336           | 238 151 872        | [ 102 ]             |
| uFluids                             | 24 juin 2012           | 25 514             | 61 056            | 1 421         | 228 540 422        | [ 103 ]             |
| Virtual Prairie                     | 19 octobre 2011        | 5 403              | 15 279            | 493           | 222 639 275        | [ 104 ]             |
| QuantumFIRE alpha                   | 28 octobre 2010        | 1 694              | 5 699             | 259           | 216 270 470        |                     |
| Correlizer                          | 4 mars 2014            | 2 081              | 10 027            | 287           | 201 427 958        | ,                   |
| Superlink@Technion                  | 10 décembre 2013       | 16 357             | 56 702            | 935           | 174 136 976        | [ 107 ]             |
| SubsetSum@Home                      | 28 octobre 2014        | 1 229              | 4 497             | 201           | 165 659 707        |                     |
| NQueens Project                     | 12 décembre 2009       | 5 462              | 14 353            | 373           | 141 977 636        | [ 110 ]             |
| Rioja Science,                      | 22 janvier 2015        | 1 982              | 6 992             | 186           | 126 896 045        | [ 113 ]             |
| Intelligence Realm                  | 31 mai 2009            | 4 426              | 10 429            | 487           | 122 818 897        |                     |
| 3x+1@home                           | 23 février 2009        | 1 618              | 5 357             | 239           | 112 349 746        | [ 114 ]             |
| 123numbers                          | 17 mars 2017           | 756                | 2 801             | 147           | 106 356 705        |                     |
| Renderfarm.fi                       | 12 décembre 2014       | 4 201              | 8 593             | 253           | 101 054 651        | [ 115 ]             |
| convector                           | 2 mars 2015            | 2 682              | 7 528             | 203           | 100 792 459        |                     |
| Genetic Life                        | 5 décembre 2009        | 2 814              | 8 816             | 284           | 100 403 280        |                     |
| proteins@home                       | 9 juillet 2009         | 14 300             | 30 366            | 842           | 97 883 762         | [ 117 ]             |
| Seasonal Attribution,               | 9 septembre 2010       | 5 673              | 10 073            | 542           | 93 428 923         |                     |
| Gridcoin Finance                    | 27 mai 2016            | 684                | 2 925             | 66            | 90 084 017         |                     |
| DNA@Home                            | 13 août 2014           | 1 557              | 5 515             | 288           | 81 365 026         | [ 121 ]             |
| Ramsey                              | 29 janvier 2009        | 1 210              | 2 776             | 166           | 77 469 634         |                     |
| AlmereGrid Boinc Grid               | 13 décembre 2014       | 2 019              | 9 992             | 352           | 71 538 435         |                     |
| RSA Lattice Siever                  | 4 septembre 2012       | 1 440              | 5 688             | 248           | 71 121 431         |                     |
| Volpex@UH                           | 15 octobre 2017        | 1 746              | 6 688             | 252           | 65 282 403         |                     |
| nanosurf                            | 13 octobre 2016        | 323                | 1 575             | 77            | 58 519 120         |                     |
| orbit@home,                         | 15 février 2013        | 8 294              | 15 016            | 625           | 58 030 845         | [ 125 ]             |
| Project Sudoku                      | 19 octobre 2009        | 2 001              | 5 831             | 279           | 55 187 619         | [ 88 ]              |
| Nano-Hive@Home.                     | 2 août 2008            | 3 165              | 7 125             | 454           | 42 982 045         | [ 127 ]             |
| Sourcefinder                        | 9 mai 2018             | 688                | 2 280             | 109           | 34 688 789         |                     |
| vtu@home                            | 28 décembre 2009       | 3 464              | 9 885             | 439           | 33 956 181         | [ 128 ]             |
| Chess960@Home Alpha                 | 23 novembre 2013       | 7 501              | 28 559            | 688           | 32 659 665         | [ 129 ]             |
| XtremLab                            | 27 février 2008        | 3 349              | 12 083            | 497           | 32 048 934         | [ 130 ]             |
| Magnetism@home                      | 5 août 2013            | 1 840              | 5 243             | 269           | 31 279 289         | [ 131 ]             |
| Beal@Home                           | 22 octobre 2014        | 363                | 1 043             | 97            | 28 582 250         |                     |
| SLinCA@Home                         | 22 décembre 2015       | 2 209              | 2 317             | 133           | 24 564 672         |                     |
| DrugDiscovery@Home                  | 19 avril 2013          | 1 874              | 5 753             | 296           | 22 551 648         |                     |
| TSP                                 | 1er avril 2009         | 1 386              | 3 949             | 251           | 22 166 822         | [ 133 ]             |
| Eternity2.net                       | 14 décembre 2007       | 593                | 1 503             | 101           | 19 585 487         | [ 134 ]             |
| Cels@Home                           | 13 janvier 2009        | 1 637              | 4 877             | 275           | 19 257 730         |                     |
| iGEM@home                           | 27 janvier 2015        | 474                | 1 367             | 94            | 17 552 266         |                     |
| Neurona@Home                        | 19 mars 2014           | 344                | 1 965             | 67            | 17 179 656         | [ 135 ]             |
| BOINC@Fiit                          | 4 octobre 2015         | 139                | 321               | 36            | 13 482 653         |                     |
| AlmereGrid Test                     | 2 juillet 2015         | 657                | 2 172             | 148           | 12 183 899         |                     |
| Malaria Control Test Project        | 11 août 2010           | 1 061              | 3 932             | 254           | 12 115 123         |                     |
| Surveill@Home                       | 13 février 2012        | 362                | 3 820             | 101           | 10 092 903         | [ 138 ]             |
| DynaPing                            | 1er septembre 2010     | 163                | 1 922             | 45            | 9 863 853          |                     |
| Anansi                              | 8 juin 2010            | 438                | 1 638             | 82            | 9 137 593          |                     |
| Wildlife@Home                       | 12 août 2014           | 321                | 681               | 83            | 8 922 794          |                     |
| Ideologias@Home                     | 9 novembre 2011        | 441                | 1 425             | 125           | 8 282 230          | [ 140 ]             |
| physics@home                        | 28 décembre 2013       | 585                | 2 364             | 117           | 7 967 694          |                     |
| SimOne@home                         | 15 mars 2015           | 386                | 1 139             | 89            | 7 297 045          | [ 141 ]             |
| Goldbach's Conjecture               | 21 mai 2011            | 1 045              | 3 418             | 193           | 7 266 026          | ,                   |
| Hydrogen@Home                       | 23 janvier 2011        | 3 098              | 8 940             | 445           | 5 907 921          | ,                   |
| HashClash                           | 6 novembre 2007        | 1 519              | 3 936             | 280           | 5 844 629          | [ 149 ]             |
| Chess@Home                          | 22 février 2014        | 144                | 389               | 43            | 5 450 017          |                     |
| Reversi                             | 10 mars 2010           | 550                | 1 235             | 118           | 4 839 594          | [ 150 ]             |
| Neuron                              | 27 juin 2008           | 553                | 2 722             | 158           | 4 743 617          | [ 151 ]             |
| TMRL DRTG                           | 7 juin 2007            | 932                | 2 357             | 222           | 4 503 676          |                     |
| Pirates@Home                        | 10 juillet 2015        | 4 818              | 28 033            | 705           | 4 001 740          |                     |
| Zivis Superordenador Ciudadano      | 8 juin 2007            | 2 359              | 4 657             | 176           | 3 976 776          | ,                   |
| DepSpid                             | 25 août 2008           | 1 501              | 6 475             | 258           | 3 585 081          | [ 154 ]             |
| PicEvolvr                           | 26 janvier 2010        | 356                | 694               | 98            | 3 466 400          |                     |
| APS@Home                            | 2 août 2009            | 1 114              | 2 826             | 206           | 3 187 744          | ,                   |
| Virus Respiratorio Sincitial.       | 25 mai 2011            | 278                | 1 161             | 86            | 2 545 477          | [ 157 ]             |
| ABC Lattices @ Home                 | 28 janvier 2014        | 187                | 418               | 42            | 1 961 089          |                     |
| pPot Tables                         | 15 septembre 2008      | 339                | 834               | 90            | 1 728 580          |                     |
| ABC@home beta                       | 31 octobre 2008        | 1 022              | 2 664             | 214           | 1 618 866          |                     |
| Linux Render Farm                   | 12 mars 2011           | 123                | 242               | 40            | 1 614 655          |                     |
| BOINC alpha test                    | 17 février 2010        | 631                | 2 643             | 173           | 1 490 195          |                     |
| Evo@home                            | 17 août 2011           | 585                | 1 541             | 133           | 1 031 362          | ,                   |
| Biochemical Library                 | 25 mars 2012           | 277                | 621               | 81            | 999 109            |                     |
| UH Second Computing                 | 12 janvier 2009        | 449                | 1 402             | 104           | 612 490            |                     |
| Plagiarism@Home                     | 19 août 2014           | 307                | 1 181             | 72            | 572 095            |                     |
| Radio Network Design                | 12 février 2009        | 82                 | 175               | 39            | 532 487            |                     |
| LHC@home alpha                      | 17 septembre 2006      | 80                 | 469               | 30            | 481 319            |                     |
| RenderFarm@Home                     | 21 mars 2007           | 622                | 1 489             | 169           | 376 735            |                     |
| Folding@Home                        | 25 décembre 2005       | 106                | 455               | 34            | 153 469            | ,                   |
| Russian Words Compatibility         | 7 septembre 2014       | 105                | 221               | 38            | 83 368             |                     |
| BRaTS@Home                          | 12 avril 2010          | 115                | 492               | 45            | 79 406             | [ 164 ]             |
| Najmanovich Research Group          | 7 septembre 2016       | 27                 | 48                | 11            | 62 659             |                     |
| Nagrzewanie stali @ HOME            | 1er septembre 2006     | 88                 | 130               | 16            | 9 443              |                     |
| DG@Putra                            | 24 janvier 2013        | 54                 | 92                | 29            | 5 310              |                     |
| SciLINC                             | 24 juillet 2007        | 150                | 217               | 35            | 2 048              |                     |
| Belgian Beer@Home                   | 16 septembre 2007      | 314                | 840               | 99            | 507                |                     |

Données issues du site de statistiques : BOINC Combined Statistics

### Raisons possibles
Diverses raisons expliquent la cessation de l'activité de ces projets :
- l'atteinte de l'objectif fixé au départ ou le balayage de toute la plage des hypothèses retenues initialement ;
- l'arrêt du financement du projet à la suite de coupes budgétaires impromptues ;
- le départ du chercheur bénévole qui obtient un poste rémunéré ailleurs ;
- un nombre insuffisant de contributeurs à la suite d'un manque d'attractivité ou d'intérêt du projet.

### Informations supplémentaires par domaine de recherche
Voici les descriptions des projets à l'arrêt et leur(s) résultat(s).

#### Applications multiples
- Sztaki Desktop Grid : Ce projet est une des composantes du projet plus large qu'est l'IGDF[166] (International desktop grid federation) qui est financé par l'Union européenne et dont la mission principale est de promouvoir l'utilisation de logiciels de calculs distribués tels que BOINC par les internautes et les scientifiques européens. Afin de tisser des liens ente les différents intervenants et de créer une relation de confiance durable, le projet offre des solutions pratiques et prêtes à l'emploi pour les chercheurs, et les industriels (plateforme web conviviale, gestion des passerelles entre les différents réseaux internet, mise en route simplifié d'un serveur dédié). Ce projet comprend 5 sous-projets :

Ce projet était géré par le laboratoire des systèmes distribués parallèles de l'Académie hongroise des sciences, situé à Budapest, en Hongrie
- Volpex@Home : Simulation du comportement des protéines et de leurs réactions face à différents principes actifs. Ce projet était géré par l'Université de Houston, au Texas, aux États-Unis.Site[168]

#### Biologie
- World Community Grid (quelques sous-projets) :

1. Genome Comparison : Projet consistant à comparer une par une les séquences des protéines. Première phase terminée, deuxième phase prévue pour 2008. Résultats.
2. Defeat Cancer : Projet visant à essayer d'améliorer le traitement du cancer à l'aide d'outils de diagnostic plus précoces et mieux ciblés. Résultats.
3. Proteins@home : Projet visant à déterminer toutes les séquences en acides aminés des protéines afin de permettre de fabriquer de nouveaux médicaments
4. protéome humain - Phase 1 : Projet visant à déterminer la forme des protéines dans le but d'identifier leur fonction. Résultats.
5. Human Proteome Folding Phase 2 : Le projet Repliement du protéome humain - Phase 2 (HPF2) reprend au point où s'était arrêtée la première phase
6. Lutte Contre la Dystrophie Musculaire - Phase 2 : étude des interactions entre plus de 2 200 protéines dont les structures sont connues, avec un accent mis sur les protéines qui ont un rôle dans les maladies neuromusculaires. Décrypthon et Site Decrypthon.
7. Discovering Dengue Drugs – Together Phase 2 : La mission du projet est d'identifier les médicaments prometteurs dans le combat contre les virus du Nil occidental, de la dengue, de l'hépatite C, et de la fièvre jaune.
8. Help Conquer Cancer : La mission du projet Aider à vaincre le cancer est d'améliorer les résultats de la cristallographie aux rayons X des protéines, qui aide les chercheurs non seulement à annoter les parties inconnues du protéome humain, mais surtout leur permet de comprendre la naissance, la progression et le traitement du cancer. Site.
9. Help Fight Childhood Cancer : Projet qui consiste à trouver des médicaments qui peuvent neutraliser trois protéines spécifiques associées au neuroblastome, une des tumeurs solides les plus fréquentes chez l'enfant. Site.
10. Say No to Schistosoma : La mission du projet Dire non à la schistosomiase est d'identifier les médicaments potentiels qui pourraient être développés dans la lutte contre les schistosomes. AF
11. FightAIDS@Home - Phase 1 : Simuler l'amarrage de substances actives sur un site précis du virus du sida, modélisé en trois dimensions, afin de déterminer les meilleurs candidats à l'élaboration d'un traitement ou vaccin.
12. Computing for Sustainable Water : Déterminer une politique environnementale adéquate à la préservation de la qualité de l'eau dans la baie de Chesapeake par le biais de simulation d’activités humaines et naturelles sur l'eau.
13. GO Fight Against Malaria : Simuler des interactions entre des composants chimiques ou des protéines cibles avec le virus de la malaria afin de déterminer les meilleurs remèdes possibles pour éradiquer le paludisme.
14. Drug Search for Leishmaniasis : Sélectionner les meilleurs composés moléculaires ou protéines cibles pour concevoir un remède combattant ce parasite protozoaire, par le biais de simulation numérique.
15. Computing for Clean Water : Développer des filtres meilleur marché et plus efficaces afin de garantir la potabilité de l'eau en simulant au niveau moléculaire l'écoulement de l'eau. Proposer une solution au dessalement de l'eau.
16. Influenza Antiviral Drug Search : Face aux résistances développés par le virus de la grippe, il s'agit de trouver de nouveaux médicaments pour enrayer sa propagation.
17. Nutritious Rice for the World : Déterminer la structure des protéines de différentes variété de riz afin d'optimiser sa résistance aux maladies et améliorer le rendement des récoltes en fonction des contraintes naturelles du milieu ambiant.
18. The Clean Energy Project-Phase 2 : La mission du projet Énergie propre est de trouver de nouveaux matériaux pour la prochaine génération de cellules solaires, puis d'appareils de stockage d'énergie.
19. Outsmart Ebola Together : Le but est de trouver le composé le plus actif pour combattre le virus mortel EBOLA.
20. Uncovering Genome Mysteries : Le but est d'étudier les gènes d'êtres vivants présents dans la nature pour isoler leur(s) propriété(s) singulière(s). Le projet étudie toutes les séquences protéiniques présentes dans les formes de vie naturelles et inclut le séquençage du génome des arbovirus et des moustiques qui servent de vecteurs à leur propagation (pour contrer l'expansion du virus Zika, entre autres).
21. OpenZika : L'infection à virus Zika, cause de microcéphalie chez les nouveau-nés, ou de paralysie et troubles neurologiques chez certains adultes, n'a pas de vaccin ou de traitement curatif, adapté. Ce projet recherche parmi les millions de composants actifs connus, ceux qui ont une efficacité optimale sur les protéines clefs du virus (présentes aussi lors de la maladie de la fièvre jaune ou d'épidémies de Dengue).

- FiND@Home : Trouver des substances actives pour lutter contre le parasite mortel de la malaria appelé Plasmodium falciparum. Son génome a déjà été séquencé, son protéome est aussi modélisé à diverses étapes du cycle de vie de cet Apicomplexa. De nombreuses cristallographies de protéines cibles ont été réalisées. Mais l'action des drogues prometteuses trouvées par les laboratoires pharmaceutiques reste mystérieuse à ce jour.Savoir quelle substance active agit sur quelle portion de protéine cible, permet de mieux cerner les angles d'attaque pour combattre ce fléau pandémique qui tue un enfant toutes les 45 secondes dans le monde. Modéliser par le biais de la mécanique moléculaire et simuler numériquement les interactions des 18 924 composés actifs prometteurs sur les 5 363 protéines issues du parasite.Le projet était géré au Complex of Adaptive Systems Laboratory(en) (CASL) à l'University College Dublin (UCD), Site[82] http://fightmalariaathome.org/ Site][83]
- Malaria Control : Projet ayant pour but de déterminer la meilleure politique de santé publique pour empêcher l'évolution et la diffusion du paludisme en Afrique, à la suite des piqûres de l'anophèle. Élaboration et simulation de modèles stochastiques modulaires reprenant divers paramètres comme la densité de répartition de la population, la densité des divers parasites Plasmodium falciparum, la durée d'incubation et d'infection, l'efficacité du vaccin retenu, les plages de vaccination, la distribution géographique de moustiquaires imprégnées de répulsif. Chaque module est ensuite agrégé dans un modèle mathématique plus élaboré pour optimiser l'efficacité de la lutte contre cette pandémie. Cette approche épidémiologique probabiliste est plus intensive en calcul que les méthodes alternatives déterministes. Ce projet, toujours en ligne, est mise en veille, en attendant de nouvelles directives.Le projet était géré par le CERN, à Meyrin, en Suisse.Site[137]Site[169]
- Lattice Project : Projet hybride mêlant les ressources offertes par la grille d'utilisateurs BOINC et les infrastructures informatiques privées de plusieurs laboratoires. Les thèmes de recherche sont :* la déduction d'arbre phylogénétique en comparant les nucléotides, codons et acides aminés de différents insectes appartenant à l'ordre des lépidoptères (papillons diurnes et nocturnes).(application GARLI).* la comparaison de séquences de protéines à l'aide du modèle de Markov caché d'une base de données caractérisant des bactéries, plasmides et virus avec un groupement ou famille de protéines aux fonctions connues et leur affectation dans la classification fonctionnelle des protéines.(Application HMMER).* l'aide à la conception optimisée de réseaux de réserves bio-diversifiées en fonction de divers critères (pourcentage de population d'une ou plusieurs espèces à préserver, nombre de sites ou habitats à maintenir, coût financier, etc.).(Application MARXAN).Le projet était géré par l'|Université du Maryland, basée aux États-Unis d'Amérique.Site[170]Site[171]
- Najmanovich Research Group : Étude bio-informatique, à l'aide de la modélisation moléculaire, des interactions entre protéines, acides aminés et petites molécules. Les affinités et les niveaux d'activité dépendent des effets entropiques et des forces intermoléculaires locales. L'amarrage entre le ligand (médicament) et le site actif du récepteur (protéine) est influencé par la forme des molécules, leur structure 3D, et la promiscuité d'autres éléments présents dans le milieu ambiant.Par le biais des simulations numériques, caractérisation de nouveaux inhibiteurs ciblant :
  - la protéase Matriptase impliquée dans la progression du cancer de la peau
  - la protéase Matriptase-2 jouant un rôle dans l’homéostasie du fer
  - les GPCRs impliqués dans le diabète
  - les kinases responsables du cancer du sein triple négatif
  - la protéase à germination de Clostridium difficile
  - les riborégulateurs à purine de Clostridium difficile

Le projet était géré à l'Université de Sherbrooke, au Québec.SiteSite
- POEM@Home : Les protéines assurent des fonctions variées à leur échelle nanométrique, au sein de la cellule. Elles interviennent dans les domaines du métabolisme, de la photosynthèse, du transport de l'oxygène, des traitements de signaux par les neurones ainsi que dans les réponses immunitaires. Ces fonctions dépendent autant de la structure de la protéine concernée que de sa composition chimique. Par le biais de la chimie numérique, ce projet explore différentes pistes de recherche :
  - prédiction de la structure biologiquement active des protéines
  - compréhension des mécanismes de traitements des signaux entre les protéines
  - analyse des maladies liées aux dysfonctionnements ou à l'agrégation des protéines
  - développement de nouveaux médicaments sur la base des structures 3D des protéines

Actuellement[Quand ?], le projet se focalise sur l'amélioration de l'efficacité de la méthode de Monte Carlo, limitée dans le cas de système à fort degrés de liberté, l'étude de peptides anticancéreux aux interactions incomprises et l'analyse de la coiffe de Villine (protéine composée de 36 acides aminés) et de ses repliements.Le projet était géré par l'institut de Nanotechnologie (INT) à l'institut de technologie de Karlsruhe, situé à Bade Wurtemberg, en Allemagne.SiteSite
- Evolution@home : Sous-projet de Yoyo@home. Vise à comprendre l'origine et l'évolution de la vie sur la Terre et d'étudier les processus qui amènent à l'extinction des espèces (mutation, sélection naturelle, dispersion des gènes, variation de l'ADN mitochondrial, et influence de la reproduction sexuée). Site.

#### Climatologie
- BBC Climate Change : Projet en partenariat avec la BBC et Climateprediction.net. Résultat des expériences en anglais. Résumé en français.
- Seasonal Attribution Project : Projet visant à déterminer à quel point les événements climatiques extrêmes survenus ces dernières années en Grande-Bretagne, en Afrique du Sud, en Inde et dans le Nord Ouest des États-Unis sont imputables au réchauffement climatique. Site.
- AfricanClimate@Home : Élaboration de modèles climatiques pour des régions africaines afin de mieux prédire leurs évolutions et déterminer l'utilité de certains projets (préservation naturelle, construction d'infrastructure par anticipation pour répondre au besoin des populations).

#### Mathématiques et informatique
- 3x+1@home : Trouver les suites au problème 3x+1, appelé conjecture de Syracuse : il s'agit de l'hypothèse selon laquelle la suite de Syracuse de tous nombres strictement positifs se termine par 1. Site.
- Chess960@Home : Établir une bibliothèque d'ouvertures aux échecs aléatoires Fischer et déterminer si certaines positions de départ sont plus favorables à un joueur qu'un autre. Site. Le projet est suspendu d'après le site de l'Alliance Francophone.
- Depspid : Le but est de rassembler des données statistiques relatives à la structure d'internet. Le projet est fermé. Site.
- Hashclash : Projet dans le domaine de la sécurité informatique. « Site (Projet terminé) »(Archive.org • Wikiwix • Archive.is • Google • Que faire ?). Le projet s'est terminé avec la publication des résultats sur les vulnérabilités de l'algorithme MD5 Résultats.
- Le problème du voyageur de commerce (TSP) : Trouver le chemin le plus court pour visiter 48 villes des États-Unis. Plus d'informations sur le problème du voyageur de commerce. « Site »(Archive.org • Wikiwix • Archive.is • Google • Que faire ?). Fermeture du projet[176].
- TMRL Distributed Rainbow Table Generator : Établir des tables arc-en-ciel[177]
- DRTP Distributed Rainbow Table Project : Calculer les Rainbow Tables (tables arc-en-ciel)[178]
- XtremLab : Projet du LRI destiné à mesurer les ressources disponibles sur les ordinateurs personnels impliqués dans les systèmes de grille de calcul. Ce projet participe à l'amélioration des versions du client BOINC. Il contribue à la diminution du nombre de travaux rendus après la date limite d'envoi. Ces mesures pourront également servir à de nombreuses autres expériences et études statistiques. Ce projet est suspendu[179] depuis octobre 2007[180].
- NQueens Project : Résoudre le problème des N-Dames de N=18 jusqu'à N=25 / Site.
- Sudoku Project : Le but est de déterminer le nombre minimum de cases dévoilées pour garantir une solution unique dans une grille de Sudoku « Site »(Archive.org • Wikiwix • Archive.is • Google • Que faire ?).
- 123Number : Résoudre un problème mathématique ouvert issus d'un des théorèmes généraux de la théorie de Ramsey, le théorème de Van Der Waerden :

Théorème — Théorème de Van Der Waerden {\displaystyle \forall c\in \mathbb {N} \ et\ \forall n\in \mathbb {N} ,} {\displaystyle \exists W\in \mathbb {N} } tel que si l'ensemble {\displaystyle \{{1,2,3,...,W}\}} est coloré de c couleurs différentes, il contient une progression arithmétique monochrome de longueur n.
Le théorème est prouvé (la preuve(en) en anglais) mais l'entier W est difficilement calculable. Le but du projet est de se rapprocher au plus près de cet entier W qui représente la borne inférieure pour laquelle la propriété devient vraie. Différents cas sont étudiés. Des séquences aléatoires, colorées, reproductibles, sont réalisées à l'aide d'un algorithme qui mêle des opérations modulo et des élévations à la puissance. L'existence ou non de cette progression arithmétique de longueur n est ensuite vérifiée. Les résultats obtenus sont accessibles, à tous, et présents sur la page d'accueil du site.Ce projet privé était géré par Daniel Monroe Site
- DistributedDataMining : Projet œuvrant dans le domaine de l’exploration des données. À l'aide d'algorithmes divers (arbre de décision, apprentissage automatique, etc.) qui traitent des données hétérogènes nombreuses, des méthodes de discrimination et de régression permettent de donner du sens à des structures de données confuses et d'en dégager des orientations décisionnelles. Actuellement[Quand ?], deux domaines sont à l'étude :
  - l'analyse de suites de données chronologiques avec un projet de prédiction du cours des actions sur les marchés boursiers au moyen d'un réseau de neurones artificiels, d'algorithmes génétiques et de machines à vecteur de support,
  - l'analyse de données biologiques avec la constitution de l'aide au diagnostic médical sur les pathologies liées au larynx. Grâce au traitement des enregistrements sonores et des examens vidéos endoscopiques réalisés sur les patients, le modèle tente de déterminer objectivement les causes des désordres vocaux à soigner.Ce projet privé était géré par Nicko Sclitter.Site[182]

#### Sciences physiques
- NanoHive@Home : simuler des nanosystèmes. Site. Projet abandonné.
- ZIVIS Superordenador Ciudadano : modélisation des trajectoires de particules dans un réacteur de fusion thermonucléaire virtuel. « Site »(Archive.org • Wikiwix • Archive.is • Google • Que faire ?).
- vLHCathome : projet initiant l'emploi des machines virtuelles pour les différents projets menés au sein du Cern dont l'action principale était de comparer les simulations théoriques de collisions entre particules avec les résultats des expériences réalisées dans l'accélérateur de particules LHC.Site[183], Site[184].
- ATLAS@Home : simulation numérique des collisions à l'intérieur de l'accélérateur de particules européen basé : le LHC. La comparaison des résultats réels et simulés confirme ou invalide les modèles théoriques alternatifs proposés de l'univers. Les calculs sont effectués au sein du WLCG Computing Grid[185], structure internationale regroupant 170 centres de calculs dans 42 pays différents.Site[186]Site[187] Site[188]Site[189]
- CERN CMS-Dev : sur invitation. Simulation de collision avec machine virtuelle CernVM développée par le CERN. Site[190]
- Nanosurf : projet de l'Institut polytechnique de Kiev, à Kiev, en Ukraine, Site[191].
- TheSkyNet POGS : combiner les couvertures spectrales des télescopes GALEX, Pan-STARRS1 et WISE, pour produire un atlas de galaxie de notre Univers proche regroupant des longueurs d'onde allant de l'ultraviolet au proche infrarouge. La mesure pixel par pixel, grâce aux techniques de distribution spectrale d'énergie, de divers paramètres (taux de formation stellaire, masse associée, absorption du signal par la poussière inter-stellaire, masse de celle-ci et masse totale de la galaxie) est effectuée par chaque ordinateur alloué au projet.Un partenanriat existe entre The International Centre for Radio Astronomy Research(en), basé à Perth, en Australie, et les deux universités : l'université Curtin et l'Université d'Australie OccidentaleSite[192]Site[193].
- Leiden Classical : calculer des interactions de particules dans un univers régi par les lois de la physique classique. Le nombre élevé d'objets à prendre en compte ne permet pas une solution analytique, seulement numérique. Différentes branches sont reprises : les mécaniques newtoniennes et céleste, la dynamique moléculaire, les fonctions d'énergies potentielles (Lennard-Jones), les liaisons covalentes, les forces de Van Der Waals, etc. Ce projet était géré par le Département de chimie théorique, de l'université de Leyde, aux Pays-Bas. Site[194].
- Muon1 : sous-projet de Yoyo@home. Vise à optimiser la conception d'un accélérateur de particules qui sera utilisé pour mesurer la masse des neutrinos. Site.

#### Finance
- Bitcoin Utopia : Ce projet, à but lucratif, est une plateforme de financement participatif. C'est la société commerciale finlandaise « Consultum Finland Oy », administré par Henri Heinonen, le directeur technique exécutif, qui a lancé cette initiative, le 6 juin 2013. Les internautes peuvent soumettre leur demande de levée de fonds pour des projets scientifiques à caractère « innovant », ou des projets tournant sous le logiciel BOINC. Une fois la demande, acceptée, le montant à atteindre, déterminé, et la période de la campagne de levée de fonds, fixée ; deux méthodes de donations sont permises :

1. Le minage de crypto-monnaie (Bitcoin, Litecoin, phoenixcoin, Leathercoin, etc.) par le biais d'un pool de serveurs jouant le rôle de tierce partie. Les ordinateurs des internautes sont mis à contribution pour effectuer des calculs de hachage, nécessaires à la création de la monnaie virtuelle. Les résultats trouvés sont ensuite insérés après vérification de la preuve de travail, dans la chaine de blocs des transactions. La valeur extraite est ensuite convertie en monnaie légale dans des bourses d'échanges autorisées, et reversée au projet demandeur.
2. La donation directe à l'adresse Bitcoin du projet, créée pour l'occasion.

Afin d'éviter toute forme de polémique sur cette « utopie » qui mélange des notions de profits (reconnaissance salariale des intervenants) et d'aide désintéressée aux projets (bénévolat total), l'administrateur a décidé, le 15 mai 2016 de placer son projet au même niveau que les autres projets. Chacun peut ainsi opter pour la ou les campagnes de son choix, chaque Bitcoin crée va au(x) seul(s) projet(s) choisi(s) minoré d'une taxe variant de 1,5 à 3 %, prélevée par le pool de serveurs.
Le minage est un travail concurrentiel, ou chaque mineur essaie d'être plus rapide que ses homologues. À cette fin, des sticks USB ASICs spécialisés dans le hachage sont utilisés, rendant l'utilisation des CPU et GPU caduqye car ceux-ci sont trop lents et énergivores pour cette tâche spécifique.
Précaution : Le statut juridique des monnaies alternatives virtuelles n'est pas entièrement défini, au niveau européen, et national. Il convient de rester vigilant dans leur utilisation, et de vérifier si leur cadre d'application respecte les normes juridiques à venir, éventuelles,.[style à revoir]
- Gridcoin Finance : Simulations financières, analyse de données en bloc, consolidation des rapports humanitaires, analyse des performances des stock options, aide à la décision, assimilation des résultats liés aux pages web collaboratives. C'était un projet privé et à but lucratif[197].

#### Autres
- Project Neuron : Projet ayant pour but de vérifier la qualité, fiabilité et véracité des informations provenant des projets BOINC. « Site »(Archive.org • Wikiwix • Archive.is • Google • Que faire ?).